# Dummy Ache
Dummy Ache ist eine US-amerikanische Kurzfilmkomödie von Leslie Goodwins aus dem Jahr 1936.

## Handlung
Edgar wird misstrauisch, als seine Frau Florence sich im Haus verdächtig benimmt und umherschleicht. Er weiß nicht, dass sie für ein Theaterstück probt. Wenig später schaut er heimlich bei einer Probe zu. In einer Szene des Stücks bringt Florence mit ihrem Bühnenpartner George Lewis ihren ungeliebten Ehemann um. Die „Leiche“, in Wirklichkeit nur eine Puppe, wird in einem Wäschekorb versteckt. Um seine Frau vor der Verfolgung durch die Polizei zu schützen, stiehlt Edgar Leiche samt Wäschekorb. Während er auf einer Hauptstraße seiner Stadt mit dem Korb nach Hause geht, wird durch die Laufbewegung langsam die täuschend echte Puppenhand durch ein Loch des Korbes geschoben, wodurch am Ende doch alle Aufmerksamkeit auf Edgar gelenkt wird.

## Produktion
Dummy Ache entstand als Teil einer der „Average-Man“-Kurzfilmreihe um das Ehepaar Edgar und Florence, die 1931 mit Rough House Rhythm begonnen hatte. Der Film kam am 10. Juli 1936 in die US-amerikanischen Kinos.

## Auszeichnungen
Dummy Ache wurde 1937 für einen Oscar in der Kategorie „Bester Kurzfilm (zwei Filmrollen)“ nominiert, konnte sich jedoch nicht gegen The Public Pays durchsetzen.